# Tzum (tijdschrift)
Tzum is een literair (digitaal) tijdschrift dat wordt uitgegeven door Uitgeverij kleine Uil uit Groningen met  recensies, nieuws, columns, interviews en essays over literatuur. Ook worden er filmpjes, feuilletons en gedichten gepubliceerd.

## Geschiedenis
In 1998 verscheen het eerste nummer van Tzum bij Frysk en Frij in Leeuwarden. Na een conflict met de uitgever over de inhoud stapte de redactie over naar Groningen, waarbij Peter ten Hoor Uitgeverij kleine Uil oprichtte om het blad te kunnen uitgeven. Sinds 2000 verscheen het kleine literaire tijdschrift vier keer per jaar. De eerste hoofdredacteur was Coen Peppelenbos, schrijver van de romans Tavenier en Harde actie, literatuurcriticus van de Leeuwarder Courant en docent aan de lerarenopleiding Nederlands in Leeuwarden. In 2009 werd Roos Custers hoofdredacteur van Tzum. De redactie bestaat sindsdien uit Peppelenbos en Nick ter Wal. Een schrijver die veelvuldig aan dit tijdschrift meewerkte was Arthur Japin.
Aan het eind van 2011 stopte de papieren Tzum. Er verschenen sinds de start in totaal 56 nummers, waaronder enkele dubbelnummers. Sindsdien verschijnt Tzum als weblog, met nog steeds Coen Peppelenbos als hoofdredacteur.

## Tzumprijs
Sinds 2002 bestaat de jaarlijkse Tzumprijs voor de beste literaire zin in verhalend proza. De winnaar van de Tzumprijs krijgt een bokaal plus een symbolisch geldbedrag (het aantal woorden waaruit de zin bestaat, is het aantal euro's dat de winnaar krijgt).